# Achrophyllum anomalum
Achrophyllum anomalum är en bladmossart som beskrevs av H. Robinson 1974. Achrophyllum anomalum ingår i släktet Achrophyllum och familjen Hookeriaceae. Inga underarter finns listade i Catalogue of Life.